# یوزف تسیلکر
یوزف تسیلکر (آلمانی: Josef Zilker؛ زادهٔ ۱۹ مارس ۱۸۹۱) دوچرخه‌سوار اهل اتریش است.  وی در بازی‌های المپیک تابستانی ۱۹۱۲ شرکت کرده است.